# Saint-Nic
Saint-Nic (bret. Sant-Vig) – miejscowość i gmina we Francji, w regionie Bretania, w departamencie Finistère.
Według danych na rok 1990 gminę zamieszkiwało 709 osób, a gęstość zaludnienia wynosiła 39 osób/km² (wśród 1269 gmin Bretanii Saint-Nic plasuje się na 717. miejscu pod względem liczby ludności, natomiast pod względem powierzchni na miejscu 556.).